# Battering Ram (Saxon)
Battering Ram è il ventunesimo album in studio del gruppo musicale heavy metal britannico Saxon, pubblicato nel 2015.

## Tracce
Testi di Biff Byford, musiche di Saxon.
1. Battering Ram – 4:56
2. The Devil's Footprint – 4:08
3. Queen of Hearts – 5:08
4. Destroyer – 3:21
5. Hard and Fast – 4:45
6. Eye of the Storm – 3:54
7. Stand Your Ground – 4:15
8. Top of the World – 4:00
9. To the End – 5:50
10. Kingdom of the Cross – 6:08

Edizione deluxe
1. Three Sheets to the Wind (The Drinking Song) – 3:53

## Formazione
- Biff Byford - voce
- Paul Quinn - chitarra
- Doug Scarratt - chitarra
- Nibbs Carter - basso
- Nigel Glockler - batteria